# Gérard Zinsstag
 (avril 2021).
Si vous disposez d'ouvrages ou d'articles de référence ou si vous connaissez des sites web de qualité traitant du thème abordé ici, merci de compléter l'article en donnant les références utiles à sa vérifiabilité et en les liant à la section « Notes et références ».
Gérard Zinsstag est un compositeur suisse de musique contemporaine, né le 9 mai 1941 à Genève.

## Biographie

### Origines familiales
Gérard Zinsstag est issu d'une famille de musiciens, puisque déjà son grand-père Adolphe, bijoutier de métier, jouait de la contrebasse, du piano et du violon et était engagé dans des tournées en Allemagne, Russie, Palestine, etc. Son père, de son nom d'artiste Claude Yvoire, était pour sa part un musicien hors normes, sachant jouer d'une multitude d'instruments : basson, violoncelle, contrebasse à l'Orchestre de la Suisse romande, organiste et chef de chœur, compositeur très fécond de musique légère à Radio-Genève, auteur également d'une opérette (créée à Avignon en 1965 et intitulée Le Faune et l'Amour) et d'une musique de film en 1949 avec Pierre Fresnay (Barry).

### Formation
Il fait ses premières études au collège Calvin et au Conservatoire de musique de Genève. Très tôt, il écrit des poèmes, apprend le russe en autodidacte et n'achève pas ses études au collège, car ses mauvais résultats en mathématiques le découragent définitivement de suivre la filière traditionnelle. En revanche, il suit  en temps qu'auditeur, des cours de philosophie et de littérature à l'Université de Genève. En été 1962 il suit les cours de l'Accademia musicale chigiana à Sienne avec les membres du Quintetto Chigiano. Il s'établit ensuite à Rome et se marie en 1963 avec Maria Vittoria Semino (docteur en philosophie et égyptologue). En 1968, il intègre l'Orchestre de la Tonhalle de Zurich, qu'il quitte après seulement sept ans, peu intéressé par le métier de musicien d'orchestre.

### Carrière
La vie de Gérard Zinsstag s'oriente alors définitivement vers la composition. Il étudie, à 33 ans, auprès de Hans Ulrich Lehmann qui l'assiste avec bienveillance et compétence dans ses efforts. Assez rapidement, Gérard Zinsstag reçoit des commandes qui le soutiennent et l'encouragent dans sa démarche (Télévision suisse, Ville de Zurich, Camerata Zurich, Orchestre de la Tonhalle de Zurich). Il se perfectionne ensuite, en tant qu'élève privé, auprès de Helmut Lachenmann à Stuttgart et Hanovre. Cette période est décisive, et l'influence de son professeur très bénéfique.
En 1978 il reçoit une commande du Südwestfunk Baden-Baden pour le Festival de Donaueschingen : création de Foris en 1979, pour deux orchestres, sous la direction d'Ernest Bour. Cette pièce, écrite encore un peu sous l'influence de Lachenmann, le lance avec succès dans le monde musical de l'Allemagne. À cette époque il séjourne aussi brièvement plusieurs fois aux États-Unis, notamment à San Francisco (d'où Richard Felciano l'invite à prononcer une conférence à l'Université de Berkeley) et à New York, où sa mère habite. La bourse du DAAD lui est attribuée en 1981 à Berlin, il y rencontre Gérard Grisey qui bénéficie de cette même bourse. Rencontre capitale : une grande amitié s'établit entre les deux compositeurs, qui se développera pendant plus de 15 ans jusqu'à la mort subite de Grisey en 1998. Les deux amis partageaient une maison dans les alpes grisonnes à Schlans où ils se retrouvaient le plus souvent pour composer et jouir aussi de la nature (c'est dans cette maison que Grisey composa ses dernières œuvres, dont Quatre Chants pour franchir le seuil). Françoise et Allain Gaussin, amis de longue date, les y rejoignaient souvent en été, ainsi que Reinhard Febel.
À partir de cette époque, la musique de Zinsstag est de plus en plus jouée en France, grâce à l'ensemble L'Itinéraire, grâce aussi à Radio-France, qui lui commande plusieurs œuvres. En 1982, Zinsstag est stagiaire à l'Ircam, séjour assez décevant (sur le plan de l'organisation des cours) mais toutefois bénéfique et utile pour deux de ses œuvres (Artifices et Artifices II). Dès son retour de Berlin, Zinsstag décide de fonder, en 1985, avec l'appui de Thomas Kessler, un festival de musique contemporaine, le premier du genre en Suisse, les Tage für Neue Musik Zürich, qu'il dirigera jusqu'en 1994. Ce festival a été rendu possible par l'appui inconditionnel et enthousiaste de Peter Schweiger, à l'époque directeur du Theater am Neumarkt, qui proposa sa maison et son infrastructure pour faire démarrer le festival en 1986 et le soutenir jusqu'en 1988, date à laquelle Peter Schweiger accepta la direction du Théâtre de Saint-Gall.
Dès 1995, le compositeur a renoncé à son activité pédagogique au Conservatoire de Zurich (flûte et musique de chambre), pour se consacrer à la composition. Il partage son temps entre sa ville d'adoption, Zurich et Villeneuve-lès-Avignon, sa ville de prédilection. Ses œuvres sont dirigées par des chefs d'orchestre renommés : Gilbert Amy, Gerald Bennett, Ernest Bour, Philippe de Chalendar, Olivier Cuendet, Péter Eötvös, Mark Foster, Fabio Luisi, Robert HP Platz, Pascal Rophé, Pierre-André Valade, Mario Venzago, Jürg Wyttenbach, David Zinman. Quoique n'exerçant pas une activité pédagogique dans le domaine de la composition, Gérard Zinsstag a été invité à de nombreux séminaires et conférences (Universités de Bamberg, Berkeley, Sorbonne, Mozarteum de Salzbourg, aux conservatoires de Moscou, Zurich, Paris et Taipeh). Il compte parmi ses amis l'essayiste et romancier Guy Lelong, le plasticien Patrice Hamel, les compositeurs Jean-Luc Hervé, Philippe Hurel, Allain Gaussin, Philippe Schœller, Vladimir Tarnopolsky. En octobre 2010 il devient membre de la Société des Amis d'Alfred Jarry dont le siège est à Paris. À partir de décembre 2011, les Éditions Ricordi  ont décidé de publier l'ensemble de l'œuvre du compositeur (excepté cinq pièces qui resteront chez Salabert, voir ci-dessous).

## Œuvres
Les œuvres de Gérard Zinsstag, en ordre chronologique, sont publiées chez : 
Édition Ricordi Berlin (Universal Music Publishing Group Company) Mühlenstrasse 25, D-10243 BERLIN, []
MOD = Edition Modern c/o RICORDI, TME = Tre Media Edition c/o RICORDI, Sy = RICORDI Berlin, EAS = Editions Salabert Paris    
Déliements (1975) pour flûte démontée et orgue
- Durée : 12 min
- Commande de Janine Lehmann
- Dédicataire : Hans Ulrich Lehmann
- Création : 12 mai 1975 à Zurich par Gérard Zinsstag (flûte) et Janine Lehmann (orgue)
- Numéro d'édition : MOD 2026

tatastenfelder (1975), théâtre instrumental pour 3 machines à écrire, piano, décors et magnétophone
- Durée : 12 min
- Dédicataire : Armin Brunner
- Création : 28 janvier 1976 à Zurich, direction : Armin Brunner
- Numéro d'édition : MOD 2029

wenn zum beispiel (1975) d'après un texte de Franz Mon, pour 4 récitants et 5 instrumentistes
- Durée : 16 min
- Commande de la Télévision Suisse Alémanique
- Dédicataire : Franz Mon
- Création : 24 septembre 1976 par un ensemble ad hoc, direction : Armin Brunner
- Numéro d'édition : MOD 2028

suono reale (1976) pour piano étouffé
- Durée : 12 min
- Dédicataire : Werner Bärtschi
- Création : 24 juillet 1976 à Darmstadt par Christoph Delz
- Numéro d'édition : MOD 2027

Hülsen... oder die Irrfahrt des Kerns (1977) pour 4 vocalistes, sextuor à cordes, 2 bandes magnétiques et chœur parlé
- Durée : 30 min
- Commande de la Ville de Zurich
- Dédicataire : Béatrice Rolli
- Création : jamais créé
- Numéro d'édition : MOD 2017

Innanzi (1978) pour contrebasse et orchestre
- Durée : 23 min
- Commande de la Société de la Tonhalle de Zurich
- Dédicataire : Wolfgang Güttler
- Création : 20 janvier 1981 à Hambourg par Fernando Grillo et l'orchestre du NDR, direction : Christopher Kean
- Numéro d'édition : MOD 2073

Foris (1978-79) pour grand orchestre divisé en deux groupes
- Durée : 18 min
- Commande de Radio Baden-Baden
- Dédicataire : Josef Häusler
- Création : le 20 octobre 1979 à Donaueschingen par l'orchestre de la radio, direction : Ernest Bour
- Numéro d'édition : MOD 2016

Perforation (1980) pour 2 pianos, guitare électrique, 3 percussions et 2 violoncelles
- Durée : 21 min
- Commande de la Ville de Bâle
- Dédicataires : Reinhard Febel et Michaël Zilm
- Création : 20 juin 1980 à Stuttgart par l'ensemble Planetarium, direction : Michael Zilm
- Numéro d'édition : MOD 2164

Altération (1991) pour grand ensemble (16 musiciens)
- Durée : 21 min
- Commande de l'état français
- Dédicataire : ensemble de l'Itinéraire
- Création : 30 mars 1981 à Paris, par l'ensemble Itinéraire, direction : Gilbert Amy
- Numéro d'édition : TME 2192

Trauma (1980-81) pour double chœur a cappella
- Durée : 18 min
- Commande de Radio Stuttgart
- Dédicataire : Clytus Gottwald
- Création : 23 avril 1981 à Cassel par le chœur de Radio Stuttgart, direction : Klaus Martin Ziegler
- Numéro d'édition : MOD 2204

Incalzando (1982) pour deux pianos
- Durée : 24 min
- Commande de Yukiko Sugawara
- Dédicataires : Yukiko Sugawara et Helmut Lachenmann
- Création : 23 mars 1983 à Baden-Baden par le duo Sugawara-Cramer
- Numéro d'édition : TME 3151

Artifices (1982-83) pour ensemble, 2 bandes magnétiques et dispositif électro-acoustique
- Durée : 20 min
- Commande de l'Itinéraire
- Dédicataires : les membres de l'Itinéraire à l'occasion du vingtième anniversaire de l'ensemble
- Création : 20 avril 1983 à Paris par l'ensemble de l'Itinéraire, direction : Gilbert Amy
- Numéro d'édition : TME 3150

Sept fragments (1982-84), premier quatuor, version complète
- Durée : 32 min
- Commande de la WDR
- Dédicataire : Martin Zenck
- Création : 4 novembre 1984 à Cologne par le Quatuor de Sarrebruck
- Numéro d'édition : TME 3157

Stimuli (1984) pour alto, violoncelle et contrebasse
- Durée : 18 min
- Commande de l'État français
- Dédicataires : les membres du Trio Basso (Cologne)
- Création : 7 octobre 1984 à Metz par le Trio Basso
- Numéro d'édition :  TME 316

Artifices II (1988) pour ensemble, 2 bandes magnétiques et dispositif électro-acoustique
- Durée : 16 min
- Commande de l'État français
- Dédicataires : Françoise et Tristan Murail
- Création : 23 juin 1988 à Paris par l'ensemble de l'Itinéraire, direction : Yves Prin
- Numéro d'édition : TME 3156

u vremenu rata... (1994) pour percussion seule (avec petit texte)
- Durée : 10 min
- Commande de la Fondation Suisa, Neuchâtel
- Dédicataire : Mircea Ardeleanu
- Création: 7 octobre 1994 à Graz par Mircea Ardeleanu
- Numéro d'édition :  TME 215

2e quatuor (1994-95) pour quatuor à cordes
- Commande du canton de Zurich
- Durée : 20 min
- Dédié à la mémoire de Béla Bartók
- Création: en avant-première le 6 novembre 1997 à Paris, le 7 novembre 1997, Zurich par le Quatuor Diotima
- Numéro d'édition : TME 218

Tahir (1995) fantaisie pour alto solo, orchestre à cordes et petite percussion
- Commande de l’État français et avec le soutien de Mark Foster
- Durée : 15 min
- Dédicataire : Mark Foster
- Création : 27 mars 1996 à Lyon par Dimitrios Polisoidis et l'Orchestre des Pays de Savoie, direction : Mark Foster
- Numéro d'édition : TME 219

Ergo (1996) deux mouvements pour piano, petit ensemble à vent et percussion
- Durée : 14 min
- Commande de la Ville de Zurich
- Dédicataire : Helmut Lachenmann
- Création : 14 novembre 1996 à Zurich, par Tomas Bächli et l'Ensemble S, direction : Christoph Mathias-Mueller
- Numéro d'édition : TME 248

Altération (1991) version révisée comme fragment
- Durée : 10 min
- Dédicataire : Edison Denisov
- Création : 27 avril 1991 à Moscou par l'ensemble ASM, direction : Alexei Vinogradov
- Numéro d'édition : TME 2191

Tempor (1991-92) pour flûte, clarinette, piano et trio à cordes
- Durée : 16 min
- Commande du Festival Antidogma, Turin
- Dédicataire : Gérard Grisey
- Création : 20 novembre 1992 à Perpignan par l'Ensemble Ex Novo, direction : Claudio Ambrosini
- Numéro d'édition : TME 3169

Anaphores (1989) fantaisie pour piano et orchestre
- Durée : 16 min
- Commande de Radio France
- Dédicataires : les peuples du Caucase
- Création : 7 octobre 1989 à Angers par Ichiro Nodaïra, piano, et le Nouvel Orchestre Philharmonique, direction : Yves Prin
- Numéro d'édition : TME 3150

Hommage à Charles Racine (1996-97) d'après un choix de poèmes de Charles Racine, pour mezzo soprano et ensemble
- Durée : 24 min
- Commande de Radio France
- Dédicataire : Charles Racine (dédicace posthume)
- Création : 13 février 1998 par Mireille Deguy et l'Ensemble de l'Itinéraire, direction : Renato Rivolta
- Numéro d'édition : TME 3163

Ubu cocu (1998-2001), opéra bouffe d'après Alfred Jarry, livret de P. Schweiger et G. Zinsstag
- Durée : 110 minutes
- Commande du Théâtre de Saint-Gall, de la fondation Henneberger-Mercier et de la fondation STEO
- Dédié à la mémoire de mon père
- Création : 28 avril 2001, Opéra de St-Gall, Suisse, direction : Jürg Wyttenbach
- Numéro d'édition : TME 3152

Trois études (1998) pour marimba basse
- Durée : 12 minutes
- Commande de Christoph Brunner
- Création : 6 décembre 2005 à Moscou par Dimitri Vlassik
- Numéro d'édition : TME 3170

Passage (2000-2001) pour orchestre
- Durée : 20 min
- Commande de Radio Suisse Romande
- Dédié à la mémoire de Gérard Grisey
- Création : 20 mars 2002 à Genève par l'Orchestre de la Radio Suisse Romande, direction : Fabio Luisi
- Numéro d'édition : TME 3162

Cinq fragments (2001), premier quatuor (version courte)
- Durée : 24 min
- Dédicataires : les membres du quatuor à cordes de l'Itinéraire
- Création : 8 novembre 2002 au Festival Manca à Nice par le Quatuor de l'Itinéraire
- Numéro d'édition : TME 3158

Troisième Quatuor à cordes (2002-2003)
- Durée : 20 min
- Commande du Lucerne Festival
- Dédicataires : les membres du quatuor Sine Nomine
- Création : 14 septembre 2003 à Lucerne par le Quatuor Sine nomine
- Numéro d'édition : TME 3155

Kinêsis (2002) pour hautbois et piano
- Durée : 7-8 min
- Dédicataire : Allain Gaussin
- Commande du Conservatoire de Zurich
- Création : 13 octobre 2003 à Winterthur par Pilar Fontalba
- Numéro d'édition : TME 3164

Empreintes (2003) pour mezzo soprano et orchestre sur des textes de Gérard Grisey
- Durée : 22 min
- Commande du SWR Stuttgart
- Dédicataire : Mireille Deguy
- Création : 2 avril 2004 à Stuttgart par Mireille Deguy et l'Orchestre du SWR, direction : Ruppert Huber
- Numéro d'édition : TME 3161

Ubuphonie (2003-2004) suite tirée de l'opéra pour trois voix solistes et orchestre
- Durée : 33 min
- Commande de la Tonhalle de Zurich
- Solistes : Cornelia Kallisch (mezzo), Howard Haskin (ténor) et Paulo Medeiro (basse)
- Dédicataires : David Zinman et Trygve Nordwall
- Création : 5 avril 2005 à Zurich par l'Orchestre de la Tonhalle de Zurich, direction : David Zinman
- Numéro d'édition : TME 3153

Quatre mouvements (2004-05) pour ensemble mixte de 15 musiciens
- Durée : 20 min
- Commande de la Fondation Pro Helvetia
- Dédicataire : Christoph Keller
- Création : 2 avril 2005 à Zurich par l'Ensemble Collegium Novum Zürich, direction : Mark Foster
- Numéro d'édition : TME 3166

Rémanences (2004-2006) pour Mezzo soprano, cinq instruments, trois percussions et dispositif électro-acoustique
- Durée : 21 min
- Commande de l'Ircam et du Centre Pompidou
- Dédicataire : Elisabeth Lepidi
- Création : 5 décembre 2006 à Genève par Sylvia Nopper, soprano et l'Ensemble Contrechamps, direction : Pascal Rophé
- Technique Ircam (Alexis Baskind)
- Numéro d'édition : TME 3167

Gilgamesh (2004-2007) pour récitant, ensemble instrumental, danse et vidéo
- Durée : 90 min environ
- Commande de l'État français
- Dédicataires : Anne-Catherine de Perrot et Philippe Moënne-Loccoz
- Création en langue française : 13 novembre 2007 à Annecy par l'Ensemble Pléiade et Marianne Pichon, direction : Jean-Paul Odiau
- Création en langue allemande : 8 février 2008 au Schiffbau de Zurich par l'Ensemble Pléiade et Peter Schweiger, direction : Jean-Paul Odiau
- Chorégraphie/mise en scène : Perrine Maurin
- Danse :Franck Picart
- Vidéo : Hervé Bailly-Basin
- Technique : Studio MIA (Philippe Moënne-Loccoz)
- Numéro d'édition : TME 3154

Mozaic (2008) pour violoncelle et piano
- Durée : 7-8 min
- Commande du Concours de Genève
- Dédicataire : Edward Beckett
- Création : entre le 19 et le 22 octobre 2008 à Genève (23 candidats)
- numéro d'édition : TME 3171

Cinq petites études sur les résonances (2008) pour piano
- Durée : 8 min
- Commande de la Fondation Landolt pour le Département de la Haute École des Arts de Zurich
- Dédicataires : Anne-Catherine de Perrot, See Siang Wong et Mark Foster
- Création interne le 28 mai 2009 à Zurich par Ju-Young Im (1er prix) et cinq autres candidats
- Création officielle : le 9 septembre 2009 à Zurich par See Siang Wong
- Numéro d'édition : TME 3160

BING (2009), sur un texte de Samuel Beckett, pour voix et ensemble
- Durée : 16 min
- Commande de la Société Suisse de Musique Contemporaine
- Dédicataire : Marco Baschera
- Création : le 25 mars 2010 à Genève (Festival Archipel) par Martine Bovet, voix, et les ensembles Vortex et Mondrian, direction : Gérard Zinsstag
- Numéro d'édition : TME 3159

Réitération (2010), pour piano
- Durée : 12 min
- Commande de l'Ensemble TaG (Theater am Gleis), Winterthour
- Dédicataire : Philippe Schœller
- Création : le 25 novembre 2010 à Winterthour par Rafael Rütti
- Numéro d'édition : Sy. 4350

Lasciar vibrar (2010), pour ensemble
- Durée : 20 min
- Commande du Festival de Zurich (Tage für Neue Musik)
- Dédicataire : Pierre-André Valade
- Création : le 13 novembre 2010 à Zurich par l'ensemble Athelas de Copenhague, direction : Pierre-André Valade
- Numéro d'édition : TME 3165

Anaphores (2011), version pour piano et ensemble
- Durée : 17 min
- Partition réalisée avec le soutien de l'ensemble Apostrophe (Orchestre Philharmonique de Nice)
- Dédicataire : David Chevalier
- Création : le 2 février 2011 à Nice par l'ensemble Apostrophe, direction : Mark Foster
- Numéro d'édition : TME 3149

Eskatos (2012), pour 12 voix solistes, cuivres et percussions
- Durée : 25 min
- Commande de l'État français
- Dédicataire : Roland Hayrabedian
- Création : 14 février 2015 à Marseille par l'ensemble Musicatreize, direction : Roland Hayrabedian
- Numéro d'édition : TME 3173

Seul, l'écho (2011-2012), pour mezzo soprano et ensemble sur un poème de Joël-Claude Meffre
- Durée : 15 min
- avec le soutien de Pro Helvetia
- Dédicataires : Patricia et Joël-Claude Meffre
- Création : le 1er juin 2013 à Copenhague par l'Athelas Sinfonietta, voix Francine Vis, direction Pierre-André Valade
- Numéro d'édition : TME 3172

Ricercari  (2014) pour bayan et ensemble
- Durée : environ 15 min
- Dédicataires : Serghei Tchirkov et Vladimir Tarnopolsky
- Création le 27 octobre 2014 à Moscou par l'ensemble CCMM, direction Igor Dronov
- Commande de l'ensemble CCMM avec le soutien de Pro Helvetia
- Numéro d'édition : Sy. 4746

Katharina Lips (2014), fragment pour double chœur a cappella (2 x 8)
- Durée : environ 5 à 6 min
- écrit pour le concours du Deutscher Chor Verband
- Dédicataire :
- Création : en attente
- Numéro d'édition : Sy. 4744

Tahir (2014) pour alto et percussion
- Durée : 10 min
- Commande de l'Ex Novo Ensemble
- Dédicataire : Claudio Ambrosini
- Création : le 18 octobre 2014 à Venise, par Mario Paladin et Annunziata Dellisanti
- Numéro d'édition : Sy. 4748

Rilke Lieder (2015), pour mezzo soprano et ensemble sur des poèmes de Rainer Maria Rilke
- Durée : 20 min
- avec le soutien de l'UBS
- Dédicataire : Ensemble Lemniscate de Bâle
- Création : le 26 novembre 2015 à Berne par l'ensemble Lemniscate, voix Eva Nievergelt, direction : Daniel Moreira https://www.daniel-moreira.com/
- Numéro d'édition : Sy. 4747

Partita (2015-2016), pour octuor à vent (fl. htb, 2 clar. 2 bassons et 2 cors)
- Durée : 20 min
- Commande de l'ensemble Bläserserenaden Zürich avec le soutien de la ville de Zurich
- Dédicataire : Andrea Kollé
- Création : le 23 mai 2016 à Zurich

- Numéro d'édition : Sy. 4743

Discolorato (2016), pour voix de mezzo et petit ensemble sur un sonnet de Pétrarque
- Durée : 12 min
- Commande de Radio France
- Dédicataire : Isabel Soccoja
- Première diffusion : entre le 21 et le 27 mai 2017 sur France Musique
- Création : le 24 janvier 2019 à Brest par l'ensemble Sillages et Isabel Soccoja, direction Gonzalo Bustos
- Numéro d'édition : Sy. 4757

Masques (2015-2016), pour piano et orchestre d'harmonie, avec harpe, percussions et contrebasses
- Durée : 25 min
- Commande de l'orchestre symphonique de Göttingen
- Dédicataires : Ancuza Aprodu et Christoph-Mathias Mueller
- Création : le 30 septembre 2017 à Göttingen par l'orchestre symphonique de Göttingen, direction Christoph-Mathias Mueller
- Numéro d'édition : Sy. 4745

Incantation (2017), pour flûte seule (partition contenant des extraits de poèmes de Charles Racine)
- Durée : 5 min
- Dédicataires : Walter Feldmann et Gudrun Racine
- Création : le 31 janvier 2018 à Zurich
- Numéro d'édition : Sy. 4789

Klavierquartett (2017), pour piano, violon, alto et violoncelle
- Durée : 20 min
- Dédicataire : Mark Foster
- Création : le 7 juin 2019 à Salzbourg
- Numéro d'édition : Sy. 4851

S'un casto amor (2017), pour cinq voix a cappella sur un sonnet de Michel-Ange
- Durée : 10 min
- Dédicataire : ensemble Tarentule
- Commande réalisée avec le soutien du ministère de la culture (aide à l'écriture)
- Création : le 18 mai 2019 à Lyon par l'ensemble Tarentule
- Numéro d'édition : Sy. 4941

Vier Affekte (2018), pour flûte, clarinette, lupophone, contraforte, harpe, piano, violon et violoncelle
- Durée : 20 min
- Dédicataire : ensemble proton bern
- Commande de l'ensemble proton
- Création : le 27 mai 2019 à Berne par l'ensemble proton, direction Matthias Kuhn
- Numéro d'édition : Sy. 4942

Hölderlin & Paronyme (2019), pour voix de mezzo soprano sur des extraits de poèmes de Hölderlin
- Durée : 10 min.
- Dédicataire : Isabel Soccoja
- Commande du Musikfestival Bern
- Création : le 11 septembre 2019 à Berne
- Numéro d'édition : Sy. 4945

Camerata (2018), pour violoncelle, marimba basse et 15 cordes
- Durée : 15 min.
- Dédicataire : Karolina Öhman
- Commande de l'ensemble Camerata avec le soutien de la Ville du Zurich
- Création : le 28 septembre 2019 à Zurich par la Camerata de Zurich, direction Jürg Henneberger
- Numéro d'édition : Sy. 4947

Cinco caprichos (2019), pour flûte, alto et harpe
- Durée : 15 min.
- Dédicataire : Gonzalo Bustos
- Création : le 12 septembre 2020 à Paris par les membres de l'ensemble Sillages
- Numéro d'édition : Sy. 4994

Mots fantômes (2019), pour 4 voix solistes
- Durée : environ 23 min.
- Dédicataire : Xavier de Lignerolles https://www.xavierdelignerolles.com/
- Commande de l'ensemble Tarentule
- Création : 8 juillet 2023 à Firminy
- Numéro d'édition : Sy. 5861

Notturno (2020-2021), pour sextuor mixte (clarinette, piano et quatuor à cordes)
- Durée : 12 min
- Dédicataire : Reinhard Febel & Mary Ellen Woodside
- Création : 15 octobre 2021 à Engelberg (CH)
- Numéro d'édition : Sy. 5860

Trois bagatelles sur des motifs de Beethoven (2020) pour quatuor à cordes (4e quatuor à cordes)
- Durée : 12 min
- Dédicataire : Helena Winkelman
- Création virtuelle :  Diffusion sur YouTube le 11 avril 2021 (enregistré le 1er avril 2021 à Bâle)
- Création publique : 3 juin 2022 à Zurich par le quatuor Amar
- Numéro d'édition : Sy. 5862

Divagations (2021) pour ensemble mixte 
- Durée : 25 min
- Dédicataire : Linard Bardill
- Commande de l'ensemble proton et de la fondation Suisa
- Création :  26 août 2022 à Pontresina (CH)
- Numéro d'édition : Sy. 5962

Clair-Obscur (2023) pour 7 cordes, clarinette basse et harpe
- Durée : 16 min
- Dédicataire : Helena Winkelman
- Commande de l'ensemble Variabile de Bâle, direction Kirill Zvegintsov
- Création :  24 avril 2024 à Bâle
- Numéro d'édition : Sy. 9220

Quatre scènes (2024-2025) pour ensemble de 18 musiciens
- Durée : 22 min
- Dédicataire : Mark Foster, in memoriam
- Commande du Collegium Novum Zürich, direction Emilio Pomarico
- Création :  30 octobre 2025 à Zurich
- Numéro d'édition : Sy. 9349

### Éditions Salabert Paris
Durand Salabert Eschig, 16, rue des Fossés St-Jacques, F-75005 PARIS
Cut Sounds (1984, révision 1991) pour orgue (avec un assistant) à traction mécanique obligatoire
- Durée : 20 min
- Commande de l'Université de Hartford
- Création : 20 septembre 1991 à Lucerne par Kei Koïto
- Numéro d'édition : EAS 4803

Tempi inquieti (1984-86) pour piano, 2 percussions et grand orchestre
- Durée : 25 min
- Commande de la Fondation Pro Helvetia
- Dédicataire : Jürg Wyttenbach
- Création : 30 septembre 1989 à Lausanne par Daniel Cholette (piano), Siegfried Kutterer et Gerhard Huber (percussion) et l'Atelier Philharmonique de Suisse, direction : Mario Venzago
- Numéro d'édition : EAS 4453

eden jeden (1987) d'après un poème de Claus Bremer, pour mezzo-soprano, ensemble et bande magnétique
- Durée : 20 min
- Commande du SWF Baden-Baden
- Dédicataire : Claus Bremer
- Création : 17 octobre 1987 à Donaueschingen par Yukiko Kanegae et l'Ensemble Köln,
- direction Robert HP Platz
- Numéro d'édition : EAS 4699

Espressivo (1990) pour cymbalum et 13 instrumentistes
- Durée : 15 min
- Commande de l'Ensemble InterContemporain
- Dédicataire : Péter Eötvös
- Création : 11 avril 1991 à Paris par Michel Cerutti et l'Ensemble InterContemporain, direction : Péter Eötvös
- Numéro d'édition : EAS 4433

Diffractions (1993) pour trois percussions
- Durée : 12 min
- Commande de la Ville de Bâle
- Dédicataire : Trio à percussions de Bâle
- Création : 12 novembre 1993 à Bâle par le Trio à percussions de Bâle
- Numéro d'édition : EAS 19186P

À compte d'auteur (édition privée)
Le camp des Turcs (2025) pour clarinette, saxophone, basson et clarinette
- Durée : 4 min
- Commande de la Camerata Variabile
- Dédicataire : Peter Schweiger et la Camerata Variabile
- Création : le 21 mai 2025 à Zurich

### Textes de Gérard Zinsstag (sélection)
- Aspects of Composing, ms., conférence à l’Université de Berkeley, février 1979
- Tagebuch (Foris), programme général du festival de Donaueschingen, oct. 1979
- Innanzi, Revue Musicale Suisse, 1982, 1er cahier
- Replik an Rudolf Kelterborn, Revue Musicale Suisse, 1982, 3e cahier
- Musik hören, Musik erfahren, ms., WDR Cologne, mars 1984
- L’avenir de la musique électronique, programme général de Metz, novembre 1984
- Die helvetische Vorsicht oder die Ohnmacht der zeitgenössischen Musik in der Schweiz (50 Jahre Pro Musica, Atlantis Musikbuch, 1988)
- Entretien avec G. Zinsstag, Salabert-Actuel No 5, Paris, 1988
- Das Phänomen Scelsi, programme général des “Tage für Neue Musik Zürich” 1989
- Editorial, programme général des “Tage für Neue Musik Zürich” 1990
- Leningrad: Printemps musical 1990, Dissonance No 24, mai 1990
- Regards sur l’Itinéraire, Revue Musicale, Paris 1991
- Gedanken über die Gattung “Streichquartett”, programme général du symposium de Brême, 1991
- 20 compositeurs suisses sur la sellette, Dissonance No 42, 1994
- Conférences de Moscou, Paris, Salzbourg et Zurich sur l’esthétique et l’artisanat, ms., 1992-1995
- Le matériau aboli, texte de présentation de Vortex temporum (G. Grisey, CD una corda), 1997
- Le Seuil est franchi, hommage à Gérard Grisey, 1999, Dissonance No 64
- Humus musical, 1999, Entre Denges et Denezy, pages 154 -157  (ISBN 3-7957-0400-6) (Édition Schott)
- Simplicité et dépouillement dans le deuxième chant des Quatre chants pour franchir le seuil de Gérard Grisey, 2004, l’Harmattan (Conférence à la Sorbonne, Paris 1999)
- Présence insaisissable et passage éphémère: la musique, pour quoi faire ? (Conférence donnée à l’Université de Zurich dans le cadre du colloque "Präsenzerfahrung in Literatur und Kunst" en juin 2004), Wilhelm Fink Verlag 2008, pages 101 à 106.
- Entretien avec Gérard Zinsstag, auteur de la pièce imposée au Concours de Genève (propos recueillis par Walter Grimmer) in : Le Violoncelle, No 30, février 2009
- Petit hommage à Marco Baschera, in: Das Zeichen und sein Double / le signe et son double (livre dédié au professeur Marco Baschera), Königshausen & Neumann, Wurtzbourg, 2017, pages 203-205
- Entretien avec Gérard Zinsstag questionné par Alain Fabre-Catalan sur sa relation avec le poète Charles Racine in : Les Carnets d'Eucharis,  (ISBN 978-2-954-3788-7-9)

### Textes et articles sur Gérard Zinsstag (sélection)
- Beyer Theresa : von Streicherbienen umschwirt, Bieler Tagblatt, 26 novembre 2012
- Bossert Dorothea : Trauma in “Musik in Deutschland 1950-2000” (CD Deutscher Musikrat, RCA Red Seal)
- Breidenbach Beate (Hrg) : Von der Lust nach Befreiung und Enthemmung, ein Gespräch mit Gérard Zinsstag und Peter Schweiger, Programmheft Theater St.Gallen (2000-2001) dans le cadre de la création mondiale d’Ubu Cocu
- Brotbeck Roman : Neue Werke von Bettina Skrzypczak und Gérard Zinsstag in : Dissonanz 41, AUgust 1994
- Büttiker Herbert : Ein Krokodil ist definitiv kein Polyeder, der Landbote (St.Gallen), 30 avril 2001
- Cappelletto Sandro : Tempor, texte de présentation du compact disc Edipan
- Chalendar Philippe de : Artifices I et II, cahiers de l’Itinéraire, Paris, 1991
- Drouet Florian: Voyages en Orient, Le Dauphiné libéré, 27 mars 1996
- Duruz Martine : entretien avec Gérard Zinsstag, Scènes magazine, septembre 2001, page 9
- Ehrismann Sybille : Das Klanggeheimnis im Geräusch, MLZ, 12 avril 1995
- Feld Ulrike : Von der Schönheit der Monster (Programmheft Theater St-Gallen, anlässlich der UA von Ubu Cocu)
- Garrigues, Juliette : Gérard Zinsstag, Encyclopædia Universalis, 2012, http://www.universalis.fr/encyclopedie/gerard-zinsstag/
- Gartmann Thomas : Tempor, texte d’introduction Grammont Portrait “Opera Nova” CTS-M 63”
- Glanz Christian : Trauma, programme ORF, Vienne, 23 janvier 1992
- Halbreich Harry: Gérard Zinsstag, texte de présentation du compact disc Grammont
- Victoria Ivanova : Нет ничего сложнее, чем умение слушать (il n'est rien de plus difficile que d'écouter), Izvestia, 28 octobre 2014
- Jungheinrich Hans-Klaus : Zitiermaschine auf vollen Touren, Frankfurter Rundschau, 30. April 2001
- Koeppen Ulrich : Hat die Oktave ein Geheimnis ? (Stuttgarter Nachrichten, 6. April 2004)
- Korschunova Victoria : Musique russe et suisse, La vie musicale, Moscou, 1993, Gérard Zinsstag: popularité et impopularité, Académie musicale 1, Moscou, 1993
- Kühn Georg-Friedrich : Foris, ms., Südwestfunk Baden-Baden, 1981, Komponistenportrait, ms., Deutschlandfunk, Cologne, 1982*
- Langlois Frank : Tempi inquieti, texte de présentation du catalogue Salabert
- Meyer Thomas : Ein Gespräch mit dem Komponisten Gérard Zinsstag, Tages-Anzeiger Zürich, 13. 10. 1979 ; Unbändige Phantasie, Tages-Anzeiger Zürich, 7.4.1995 ; Schreissquätsche und Archäoptéryx, St.Galler Tagblatt, 27. 4. 2001
- Möller, Torsten : Perpetual Revolt against Immobilism, in : Ricordi Portrait online
- Müller Patrick : Les Ubuistes et les Bourgeois, Revue Dissonance No 69, juin 2001
- Renggli Hanspeter : Der Witz des Absurden - die Faszination des Bösen (Ubu Cocu), Schweizer Musikzeitung-Revue Musicale Suisse Nr. 6, juin 2001
- Schibli Siegfried : Und zum Abendessen gibt es Bürgerhirn, Basler Zeitung, 30 avril 2001
- Senn Olivier : Grossartig furchtbar, Tages-Anzeiger Zürich, 21. Juni 2000
- Szendy Peter : - Rencontres insolites, programme EIC, Paris 1991 ; Matière et Mémoire, Dissonance No 31, 1992
- von der Weid Jean-Noël : Si par exemple, Dissonance No 28, 1991 ; Gérard Zinsstag, interview publiée dans “swiss contemporary composers”, distribué par Pro Helvetia ; Le débauché sublime (au sujet d’Ubu Cocu), Programme 2001 (Éditions Musicales Européennes)
- Wohnlich David : Diffractions, texte de présentation du CD JS 304-2 “Percussion”
- Zenck Martin : Trauma, ms., S. F. Berlin, 1981 ; Sept fragments, ms., WDR Cologne, avril 1983 ; Zeit-Schönheit-Tradition, Kategorien im Musikdenken von Gérard Zinsstag, MusikTexte, janvier 1994, cahier 52.
- Zimmerlin Alfred : Ein singulärer Weg, Neue Zürcher Zeitung, 9. Mai 2011 ; Auf der Suche nach dem ewigen Leben (Gilgamesh), NZZ, 5. Februar 2008 ; Wild und schüchtern zugleich - der Komponist Gérard Zinsstag, NZZ, 30. März 2005
- La riche palette de l'ensemble Sillages, Brest, 24 janvier 2019, Resmusica

## Discographie et autres
- Disque portrait (wenn zum beispiel, Innanzi, Foris, Trauma) Grammont CTS -P 36-2
- Tempor, CD PAN 3053
- Diffractions, CD Jecklin Edition “Percussion”, JS 304-2
- Tempor, CD, Grammont CTS-M 63, Ensemble opera nova
- Tahir (CD promotionnel de l’Orchestre des Pays de Savoie, Radio France)
- Hommage à Charles Racine, CD Fuga libera (FUG 501)
- Trauma, Musik in Deutschland 1950-2000, Deutscher Musikrat, RCA Red Seal
- u vremenu rata (en temps de guerre) par Mircea Ardeleanu, percussion, Grammont CTS-M 121
- Cinq petites études sur les résonances pour piano par See-Siang Wong, Swiss Piano Music, ZHdK Records 23/10

Vidéographie
- wenn zum beispiel, mise en scène et régie : Peter Schweiger, production DRS, Zurich, 1976
- Komponistenportrait, régie : Klaus Figge, introduction P. Wapnevski, SWF 3, 1979
- eden jeden, régie: inconnu, ZDF, 1989
- Traumjäger (Espressivo), chorégraphie de Pablo Ventura, Zurich 1997, vidéo privée
- Tempor, ensemble Lemniscate, Gare du Nord (YouTube)
- Tempor, Ensemble Proton, Dampfzentrale Berne (YouTube)
- Bing, Ensemble Proton, Dampfzentrale Berne (YouTube)
- Seul, l'écho, Ensemble Proton, Dampfzentrale Berne (YouTube)
- Trois bagatelles sur des motifs de Beethoven (YouTube)

Dictionnaires
- New Grove, Edition 2000, page 848
- How's How in Music, Edition 1991-1992, page 927
- La musique de XXe siècle, Jean-Noël von der Weid, Hachette, pages 114 et 116
- Die Musik des 20. Jahrhunderts, Jean-Noël von der Weid, Insel, pages 166, 168, 171, 524, 635
- Kürschners Deutscher Musik-Kalender
- Encyclopædia Universalis